# Rinkaby kyrka, Närke
Rinkaby kyrka är en korskyrka i Rinkaby i Glanshammars församling, Strängnäs stift, belägen öster om Örebro.

## Kyrkobyggnaden
Kyrkobyggnadens äldsta delar härstammar troligen från 1100-talets senare del. Då uppfördes en stenkyrka i romansk stil med torn i väster och ett smalare kor åt öster. Någon gång vid 1200-talets slut eller 1300-talets början utvidgades kyrkan åt öster och omvandlades till salkyrka. Samtidigt tillkom en sakristia vid nordöstra sidan. Under 1400-talets senare del försågs kyrkorummet med stjärnvalv av tegel. I sydväst tillbyggdes ett vapenhus. På 1620-talet uppfördes ett gravkor i öster. 1779 - 1780 byggde man till korsarmar och femsidigt korparti i öster. Samtidigt raserades vapenhus och östra gaveln med gravkor. 1837 revs det medeltida tornet och nuvarande kyrktorn uppfördes och färdigställdes 1839.

## Orgel
- Från mitten av 1700-talet användes en orgel med sex stämmor.
- 1809 byggde Olof Schwan, Stockholm en orgel med 7 stämmor och en manual.
- 1900-1923 användes ett harmonium i kyrkan.
- Den nuvarande orgeln är byggd 1923 av E A Setterquist & Son, Örebro. 1964 ombyggdes orgeln av samma firma. Orgeln har mekanisk traktur och pneumatiska lådor. Fasta kombinationer finns.

| Huvudverk I         | Svällverk II      | Pedal             | Koppel    |
| Borduna 16´         | Rörflöjt 8´       | Subbas 16´ (tr I) | I/P       |
| Principal 8´        | Gemshorn 4´       |                   | II/P      |
| Flûte harmonique 8´ | Waldflöjt 2´      |                   | II/I      |
| Oktava 4´           | Larigot 1 1/3'    |                   | I 4'/I    |
| Octava 2'           | Crescendosvällare |                   | II 16'/II |
| Mixtur 3 chor       |                   |                   |           |